# Jay Fisette
Gerald N. "Jay" Fisette Jr. (sinh ngày 25 tháng 2 năm 1956) là một chính khách người Mỹ ở Quận Arlington, Virginia. Ông trở thành quan chức được bầu chọn đồng tính công khai đầu tiên của tiểu bang khi được bầu vào Hội đồng quận Arlington gồm năm người vào năm 1997. Fisette đã giành được bốn cuộc bầu cử và giữ chức Chủ tịch Hội đồng Quận vào năm 2001, 2005, 2010, 2014 và 2017, năm cuối cùng của ông tại vị. Ông là thành viên của đảng Dân chủ. Fisette trước đây làm việc cho chính phủ liên bang và tại một trung tâm y tế phi lợi nhuận địa phương.

## Tuổi thơ
Fisette nhận bằng Cử nhân Nghệ thuật về Khoa học Chính trị của Đại học Bucknell năm 1978. Fisette nói rằng ông chọn ngành học đó vì ông "học được rằng chính phủ là một lực lượng tốt, và dịch vụ công là một nghề cao quý". Sau khi tốt nghiệp, ông dành 18 tháng ở San Francisco, một thời gian ông chấp nhận danh tính của mình là một người đồng tính nam. Theo Fisette, "Chính tại đây, sau cái chết gần đây của Harvey Milk, tôi bắt đầu nhận ra tầm quan trọng của việc có những người đồng tính nam và đồng tính nữ công khai trong văn phòng dân cử."  Sau đó, ông theo học Đại học Pittsburgh, nơi ông nhận bằng Thạc sĩ Nghệ thuật về các vấn đề công cộng và quốc tế vào năm 1983.

## Đời tư
Fisette đã kết hôn với Bob Rosen, tác giả của cuốn sách tâm lý học lâm sàng và bán chạy nhất Grounded của tờ New York Times, người sáng lập Healthy Enterprises International. Họ đã kết hôn vào ngày kỷ niệm 30 năm của họ vào ngày 17 tháng 9 năm 2013, tại All Souls Church, Unitarian ở Washington, D.C. Cặp đôi đã chọn kết hôn theo thông báo của Sở Thuế vụ rằng các cuộc hôn nhân đồng giới được thực hiện tại các khu vực pháp lý sẽ được công nhận  mục đích thuế liên bang, bất kể cặp vợ chồng sống ở đâu.  Sau đám cưới, Fisette tuyên bố: "Thế giới đang thay đổi. Nếu bạn hỏi chúng tôi 15 năm trước liệu chúng tôi có cơ hội kết hôn không, chúng tôi sẽ nói: 'Không phải trong cuộc đời của chúng tôi.'" Chưa đầy một năm sau khi đám cưới của họ hôn nhân đồng giới ở Virginia được hợp pháp hóa.  Cặp đôi đã sống ở khu phố Ashton Heights của Arlington từ năm 1987.  Vào tháng 4 năm 2011, sân trước của họ đã được giới thiệu trong một bài viết dài ba trang, có tiêu đề "Front Yard Face-lift", trên tạp chí Southern Living.
Fisette là thành viên của một số tổ chức, bao gồm Arlington Committee of 100, Arlington Gay and Lesbian Alliance, Ashton Heights Civic Association, Equality Virginia, Leadership Greater Washington, Unitarian Universalist Church of Arlington, và the Washington Area Bicyclist Association.